# 로이스 (스페인)

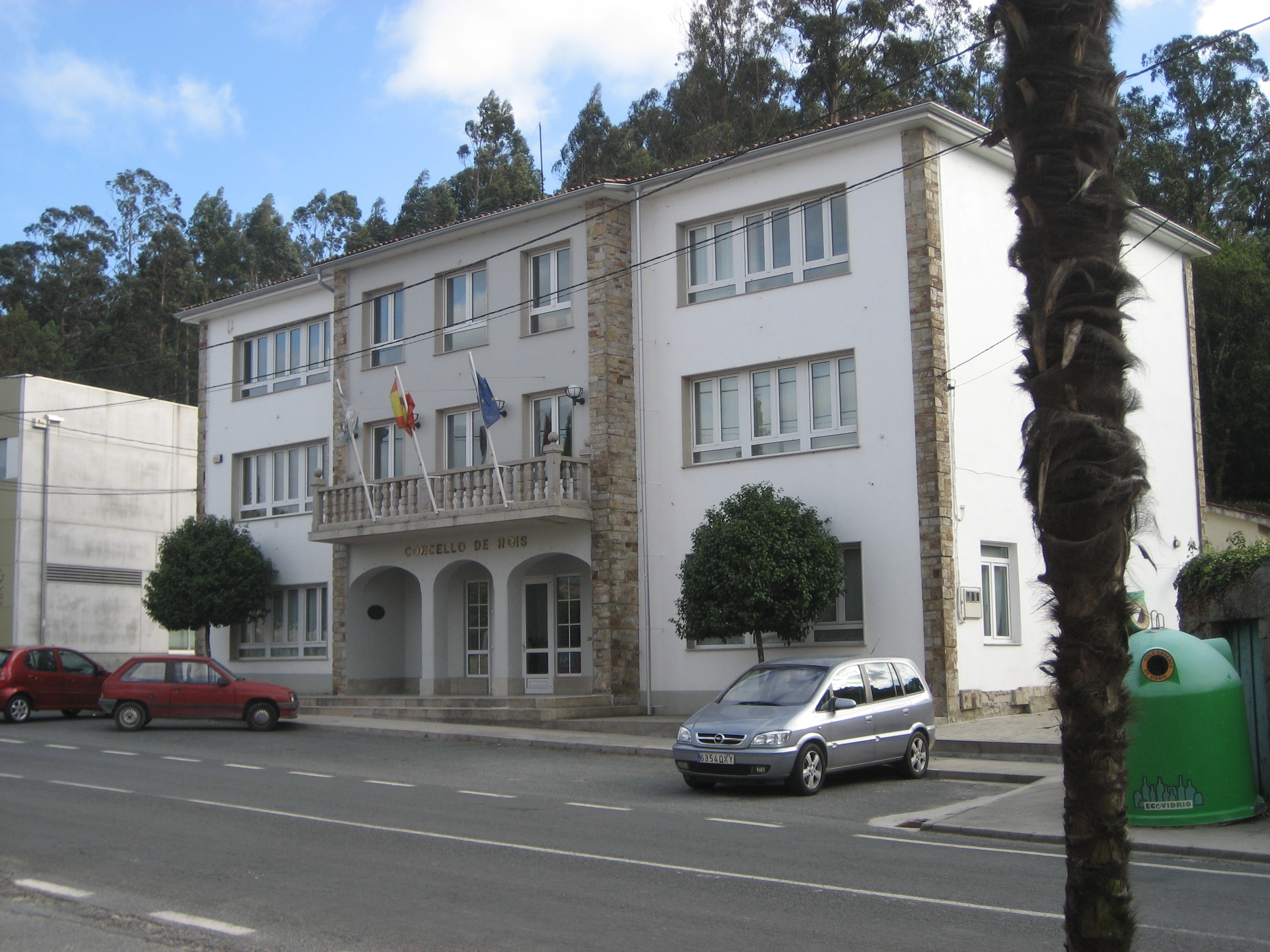
로이스 시청

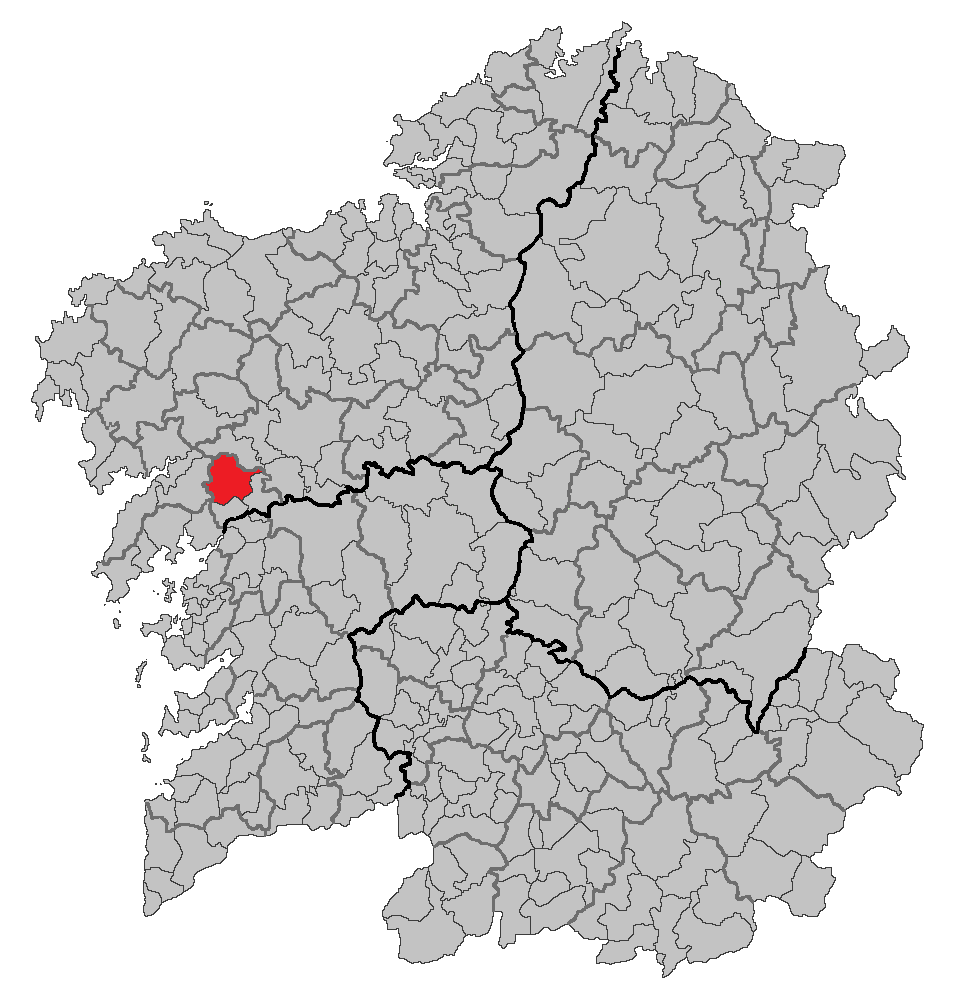
로이스의 위치

로이스(스페인어: Rois)는 스페인 갈리시아 지방 라코루냐 주에 위치한 도시로 면적은 93km2, 인구는 5,122명(2004년 기준), 인구 밀도는 55.08명/km2이다.

시 문장